# Application de gestion des dossiers des ressortissants étrangers en France
L'application de gestion des dossiers des ressortissants étrangers en France (AGDREF ou AGEDREF), créée en mars 1993, est un logiciel de gestion des fichiers placé sous la responsabilité du ministère de l'Intérieur français. Il rassemble à la fois des fichiers départementaux (gérés par les préfectures), et un fichier national des dossiers des ressortissants étrangers géré par le ministère de l’Intérieur. L'AGDREF est interconnecté avec certaines parties du Fichier des personnes recherchées (FPR) .
Il sert à :
- la gestion administrative des dossiers des ressortissants étrangers en France
- la fabrication de leurs titres d’identité :
  - titres de séjour
  - récépissé de demandes de délivrance ou de renouvellement
- identifier les étrangers et vérifier la régularité de leur séjour en France
- établir des statistiques

Il devait être remplacé par GREGOIRE en 2009, le contrat, d'une valeur de 3,3 millions d'euros, ayant été attribué à Thales Security Systems. La totalité du projet, engagé depuis 2008, qui vise à l'introduction de caractéristiques biométriques dans le titre de séjour, représenterait un budget de 30 millions d’euros sur la période 2008-2012, selon un rapport sénatorial.